# Hedeoma diffusa
Hedeoma diffusa är en kransblommig växtart som beskrevs av Edward Lee Greene. Hedeoma diffusa ingår i släktet Hedeoma och familjen kransblommiga växter. Inga underarter finns listade i Catalogue of Life.